# Благодарность части Военно-морского флота
Благодарность части Военно-морского флота (англ. Navy Unit Commendation) —  военная награда для воинских формирований Военно-морских сил США. Награда была учреждена по приказу министра военно-морских сил Джеймса Форрестола 18 декабря 1944 года. Лентой награждается любой корабль, самолет, отряд, или другие единицы военно-морского флота Соединенных Штатов или морской пехоты, которые отличились в бою против врага с выдающимся героизмом. Право на получение этой награды сопоставимо с правом на получения Серебряной звезды.
Военнослужащие США кроме своих личных наград носят на униформе награды, которых было удостоено их подразделение. Эти награды носятся отдельно от личных наград на правой стороне груди с рисунком в виде лавровых листьев. Повторные награждения также отмечаются кластерами (дубовая веточка, листок, звездочка, буква, цифра, бриллиант), размещаемыми на ленточке